# Рикардо Антонио Чавира
Рикардо Антонио Чавира (на английски: Ricardo Antonio Chavira) е американски актьор. Най-известен е с ролята си на Карлос Солис в сериала „Отчаяни съпруги“.

## Личен живот
Той и съпругата му имат две деца.

## Частична филмография

### Телевизия
- „Полицейско управление Ню Йорк“ (2001, 1 епизод)
- „Военна прокуратура“ (2001 – 2003, 2 епизода)
- „Семейство Гръб“ (2002, 1 епизод)
- „24“ (2002, 1 епизод)
- „Два метра под земята ООД“ (2002, 4 епизода)
- „Отделът“ (2002, 2 епизода)
- „Джоун“ (2003, 1 епизод)
- „Отчаяни съпруги“ (2004 – 2012, 167 епизода)
- „Монк“ (2007 – 2008, 2 епизода)
- „Хранилище 13“ (2013, 1 епизод)
- „Извън играта“ (2013, 2 епизода)
- „Касъл“ (2015, 1 епизод)
- „Скандал“ (2016 – 2017, 16 епизода)
- „Непорочната Джейн“ (2016 – 2017, 8 епизода)
- „Хавай 5-0“ (2017, 1 епизод)
- „Кевин може да почака“ (2018, 1 епизод)

### Филми
- „Супермен и Батман: Обществени врагове“ (2009)
- „Пираня 3D“ (2010)